# Templo de Jonsu
El Templo de Jonsu es un antiguo templo egipcio. Está ubicado dentro del gran Recinto de Amón-Ra en Karnak, en Luxor, Egipto.

## Historia
El edificio es un ejemplo de un templo casi completo del Reino Nuevo, y fue construido originalmente por Ramsés III en el sitio de un templo anterior. La puerta de entrada de este templo se encuentra al final de la avenida de las esfinges que llegaba hasta el Templo de Luxor. En la época ptolemaica, Ptolomeo III Euergetes construyó una gran puerta de entrada y un muro de cierre para el templo; ahora solo queda la puerta de enlace (ver más abajo). Las inscripciones dentro de la explanada del templo se hicieron en la época de Herihor.

## Renovación
La sala hipóstila fue erigida por Nectanebo I y no es de grandes dimensiones; en su interior se encontraron dos babuinos que parecen haber sido tallados en la época de Seti I. Probablemente perteneció al edificio anterior en el sitio.
Se pueden ver numerosos bloques con decoraciones invertidas e inigualables, que muestran la cantidad de reconstrucción y reutilización de material de los complejos de templos circundantes, especialmente en la época ptolemaica.
De 2006 a 2018, el Centro de Investigación Estadounidense en Egipto realizó trabajos de conservación.

## Galería de imágenes

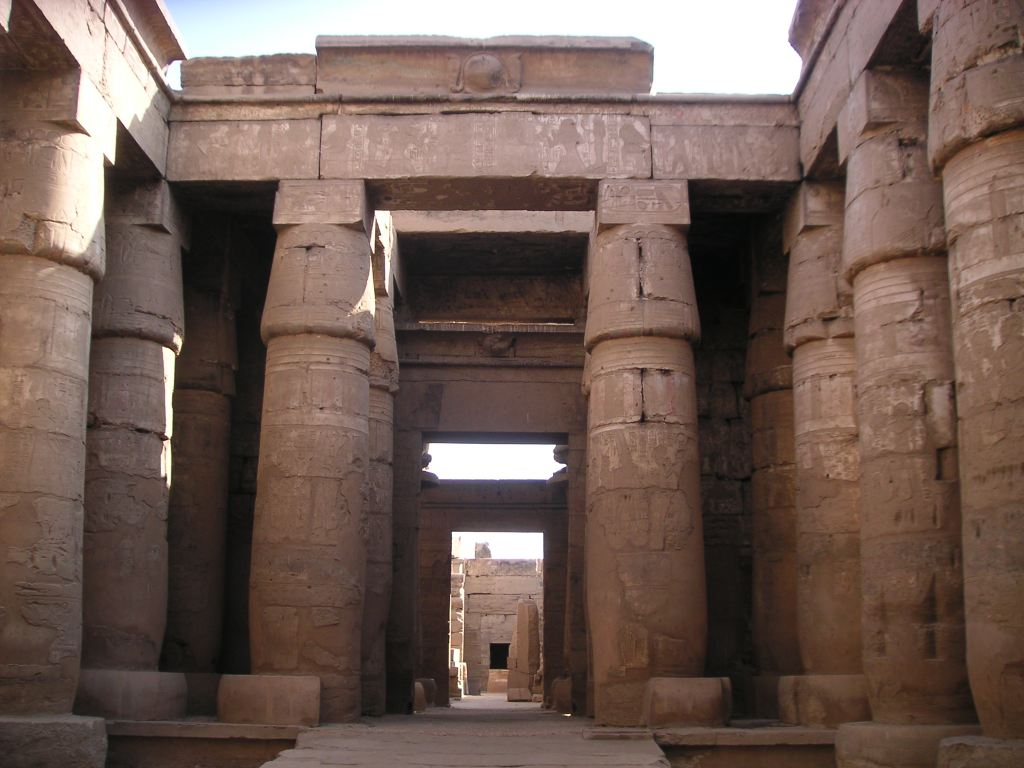
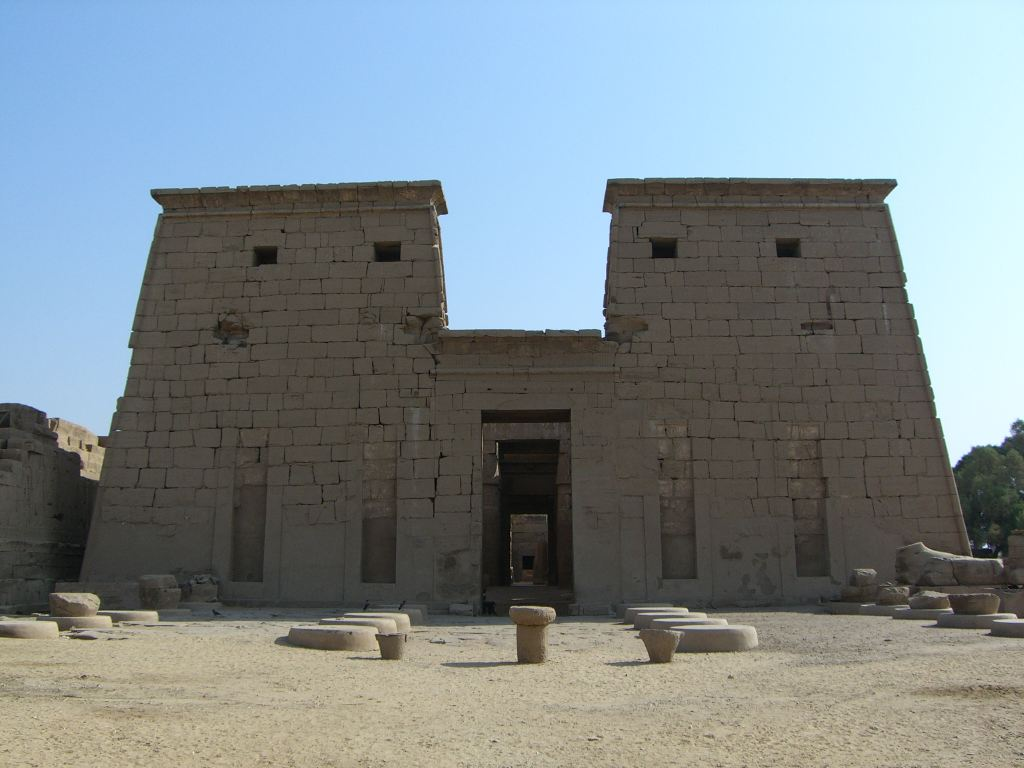
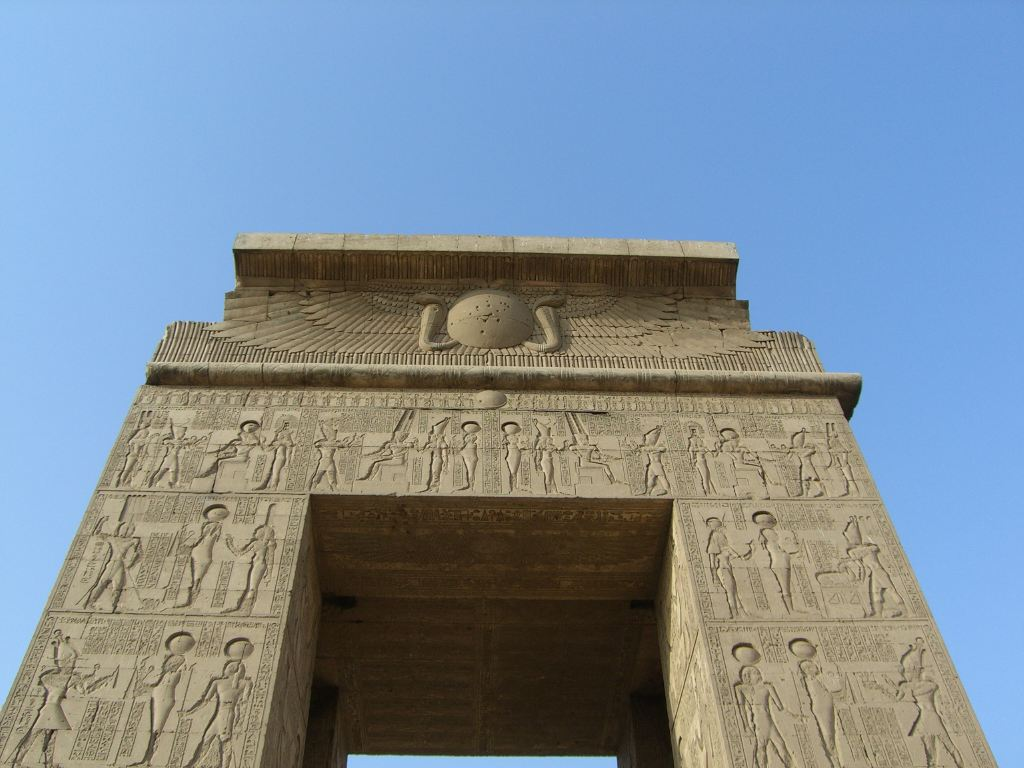
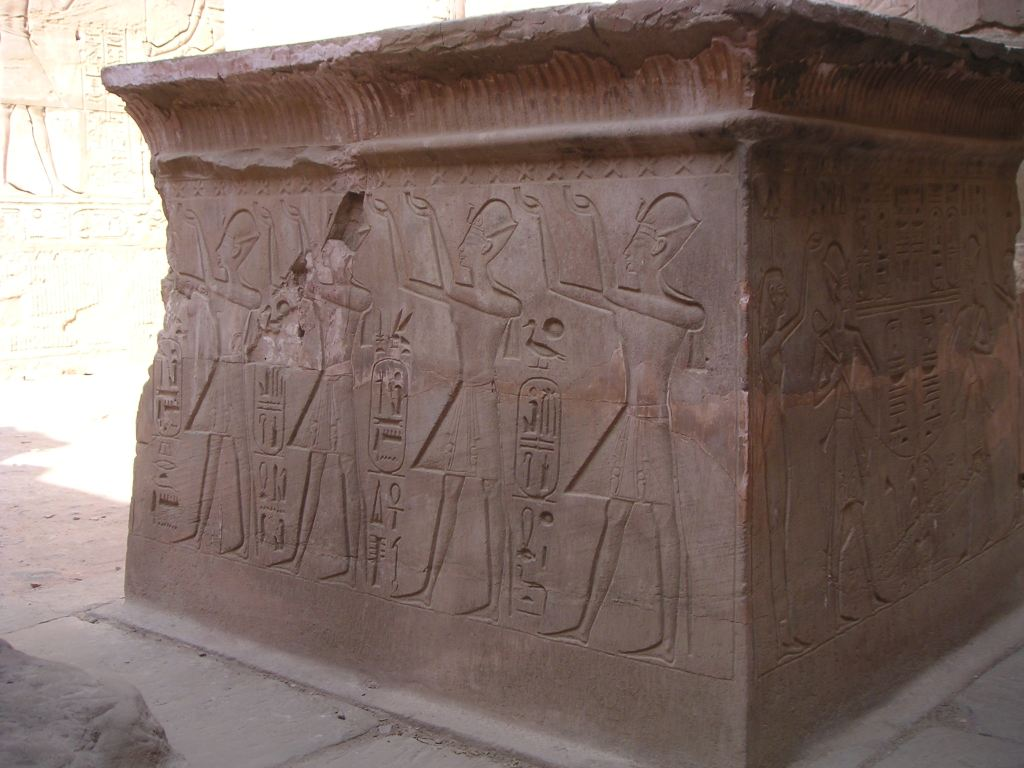
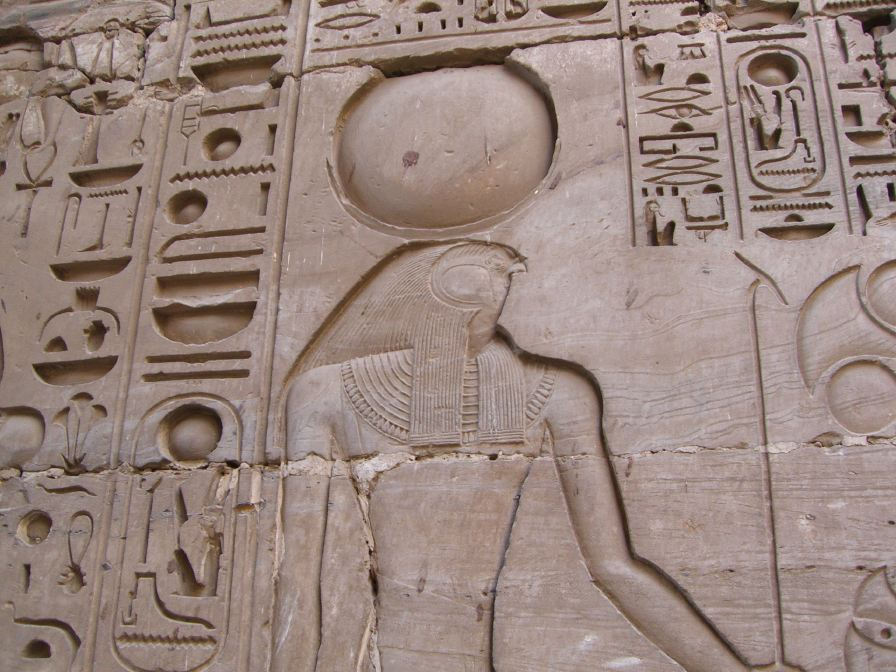
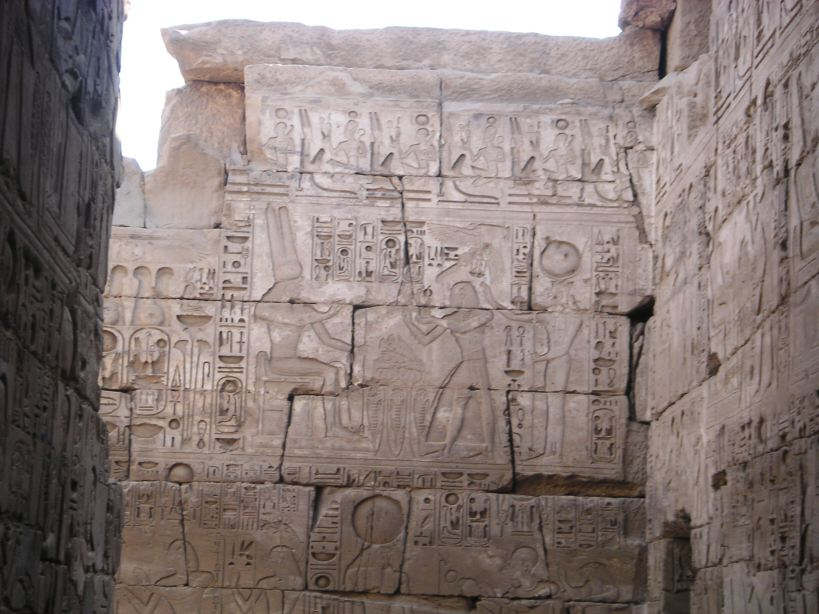
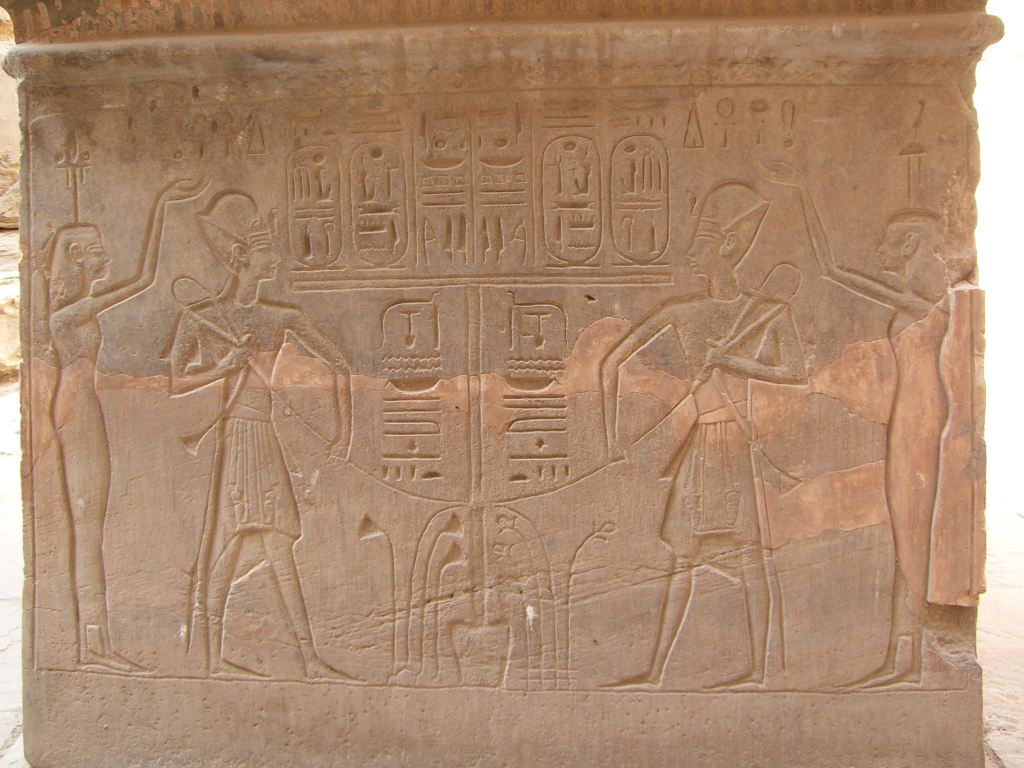
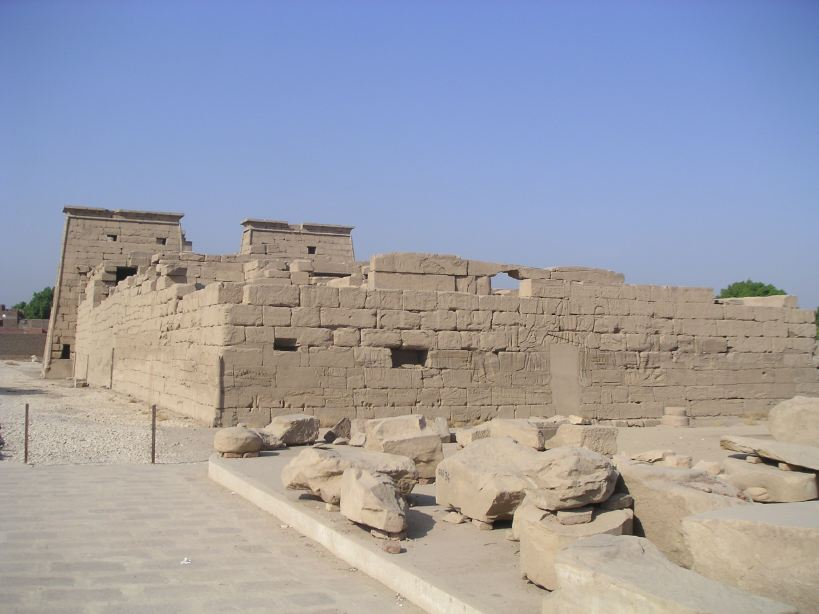
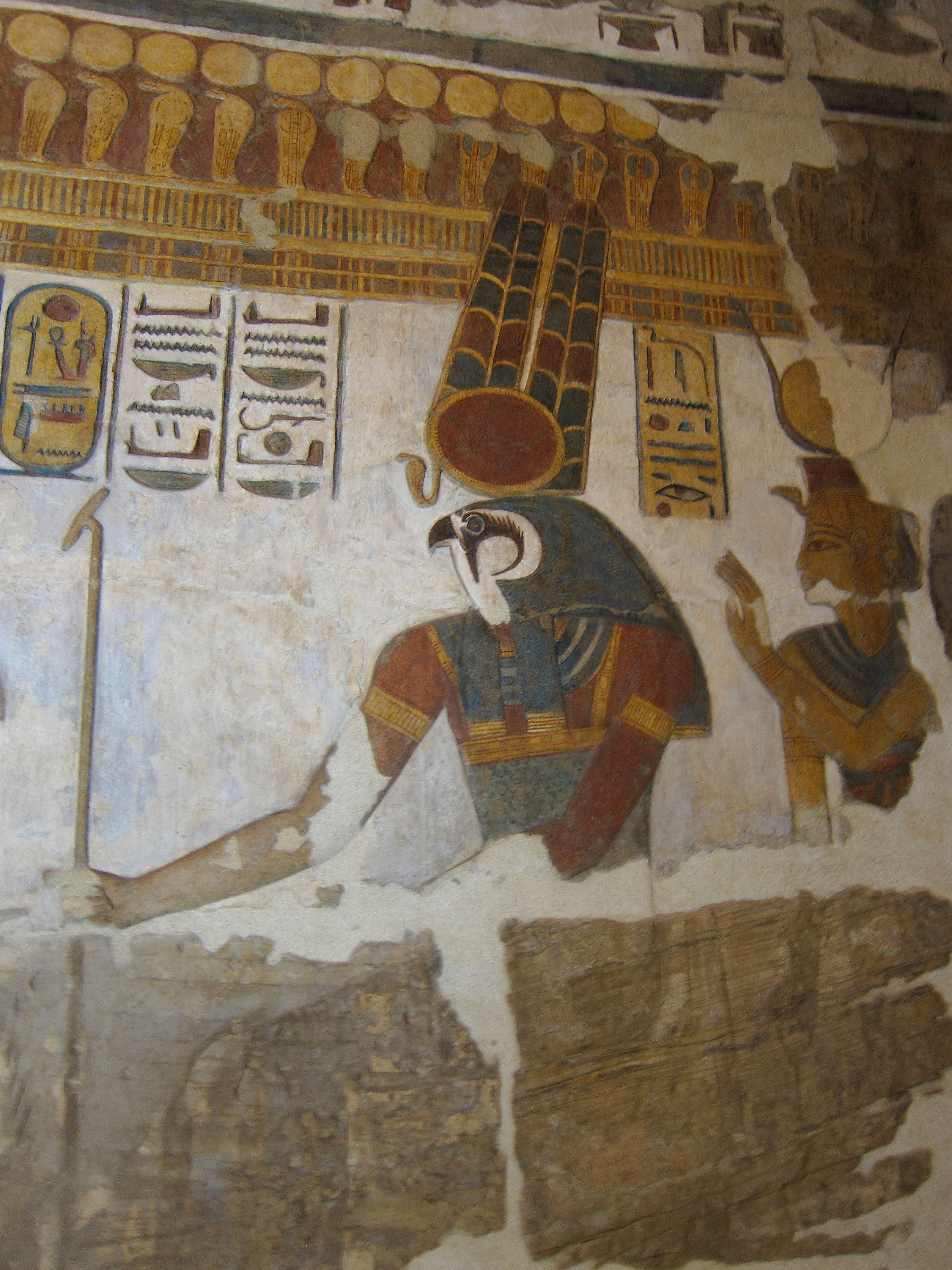